# コレ県
コレ県(コレけん、英語：Kole District)はウガンダの北部地域 南部の県。
2014年の人口は24万1878人。
県都はコレ。
2010年7月1日にアパッチ県の中北部を割いて新設した。

## 地理
- 西～北：オヤム県
- 東：リラ県
- 南：アパッチ県

県都コレは、ランゴ地方最大都市のリラから道なりで北西約28kmに位置する。

また、首都カンパラから道なりに約290km北に位置する。

## 人口
- 2002年：16万5900人
- 2012年7月：23万1900人
- 2014年：24万1878人[4]